# K作戦
K作戦（けーさくせん）とは、太平洋戦争中に日本海軍が実施した二式飛行艇（二式大艇）を使用したアメリカのハワイ準州に対する航空作戦。第一次は真珠湾に対する空襲を企図した。この作戦は二式大艇の初の実戦となった。第二次はミッドウェー作戦のため、ハワイにいると思われる敵機動部隊に対する偵察を企図した。

## 第一次

### 計画
日本海軍は、マーシャル諸島からハワイオアフ島の真珠湾を直接空襲し、真珠湾在泊のアメリカ太平洋艦隊に脅威を与えて出撃を強要し、艦隊決戦に持ち込むことを計画していた。太平洋戦争開戦時、完成間近の川西航空機の一三試大型飛行艇（高度4,000ｍ・速力160ノットで航続距離距離3,862浬、800kg魚雷2本または爆弾2発、または250kg爆弾8発搭載可能）ならば、途中一回の補給でマーシャル諸島から真珠湾空襲が可能であった。
真珠湾攻撃後の1941年12月17日に潜水艦伊7から発進した偵察機のハワイ偵察を行い、翌1942年1月5日にも伊19より搭載機による偵察を行った。これによりアメリカ軍が灯火管制もせずに急ピッチで真珠湾攻撃の損害の復旧をしていることを知った。
これを受けて大本営海軍部（軍令部）は、真珠湾の復旧活動を妨害すると同時に、当時各地で負け続けであった上に、本土さえ攻撃されている米軍の士気に更なる損害を加えるため、一三試大型飛行艇（二式大艇）による空襲計画が立ちあがる。1月17日、連合艦隊参謀長宇垣纏少将は、第六艦隊（司令長官清水光美中将）と第四艦隊（司令長官井上成美中将）に、一三試大艇による作戦研究および計画立案を行うよう伝えた。
作戦を担当する南洋部隊（指揮官井上成美第四艦隊司令長官）麾下の第二十四航空戦隊（司令官後藤英次少将）は、先遣部隊（指揮官清水光美第六艦隊司令長官）と協力してオアフ島攻撃計画案を作成するが、要求兵力5-6機に対して2機しか配備されなかった。当時、使用可能な二式飛行艇は2機しかなかった。
1月25日、第二十四航空戦隊首席参謀は上京、軍令部および連合艦隊と打ち合わせをおこなった。これにより作戦決行は第一回3月2日・第二回3月7日、オアフ島西北西約480浬のフレンチフリゲート環礁に潜水艦2隻（状況により予備1隻追加）を配備して二式飛行艇に燃料補給を実施、誘導の潜水艦をハワイ方面に配備することになった。二式飛行艇の飛行経路はマーシャル諸島ウオッゼ島を出発し、途中フレンチフリゲート礁で潜水艦から燃料補給を受け、真珠湾攻撃を敢行という計画だった。
本作戦は「Ｋ作戦」と命名され、補給任務につく潜水艦3隻（伊15、伊19、伊26）は水偵格納筒を改造して、航空燃料補給装置を装備した。

### 経過
二式大艇は1942年（昭和17年）2月12日に横須賀を出発し、サイパン、トラック経由で14日にマーシャル諸島ヤルート島イミエジに到着した。2月20日に、ラバウル東方にアメリカ海軍の機動部隊が出現。さらに、24日にはウェーク島が空襲を受け、作戦に参加する潜水艦が索敵に従事したため、作戦は2日延期された。
3月2日、二式大艇は出撃地であるウオッゼ島に移動した。また、3月3日早朝、「伊15」、「伊19」、「伊26」はフレンチフリゲート礁に進出し、無線誘導を行なう「伊9」も配置場所（北緯190度0分、西経174度20分）についた。
3月4日0時25分（日本時間、以下同じ）に二式大艇の1番機（橋爪寿夫大尉機）が離水し、続いて2番機（笹生庄助少尉機）も離水した。爆弾は250キロ爆弾4発を搭載していた。2機は9時10分に「伊9」を確認し、13時00分にフレンチフリゲート礁に到着。13時50分に着水し、「伊15」、「伊19」から補給を開始した。16時00分離水。

### 空襲
2機はネッカー島（16時57分）、ニイハウ島（18時25分）、カウアイ島（19時35分）と通過し、21時00分にオアフ島へ到着した。この間アメリカ側は、18時44分にカウアイ島のレーダーで2機を捕捉、当初は味方機であると認識していたが、用心のためコンソリディーテッド・カタリナ飛行艇やカーチス・P-40戦闘機を迎撃機として発進させるとともに、19時18分に空襲警報を発令した。だが二式大艇はこれら迎撃機に発見されることなかった。オアフ島上空はほとんど雲に覆われていたが、真珠湾上空に向かうとフォード島などが確認でき1番機は21時10分に爆撃を行なった。各所の電灯はともっていたが、二式大艇が真珠湾上空に来たとき電灯は消え探照灯が照射されたという。2番機は1番機との通信連絡が悪かったため爆撃できず、分離を命じられて単独で爆撃を行なったが湾上空が雲に覆われていたため推測爆撃となった。
1番機の爆弾はオアフ島のルーズベルト高校
から300メートルほどのところに着弾し深さ2-3メートル、直径6–9メートルほどのクレーターを作ったが、被害は窓ガラスが割れただけであった。2番機の爆弾はWaianae沖もしくは真珠湾への入り口付近の海中に落下したものと推定されている。 
2番機は3月5日9時10分にウオッゼ島に帰投。1番機はフレンチフリゲート礁での離水の際に損傷しており艇底に破孔が確認されたため帰投先をイミエジに変更し、3月5日9時20分に到着した。艇底を損傷したのは2番機で、修理のためウォッゼに直行した、とするものもある。
なお艇底を損傷した機の修理には10日を要し、月齢や海上状況から3月中の作戦実施は中止された。連合艦隊は作戦中止のかわりに、ミッドウェー島とジョンストン島に対する偵察を命じた（途中の燃料補給の必要なし）。3月10日ウオッゼを出発したが、ミッドウェー島に向かった機（橋爪機）はレーダーで捉えられ、グラマン・F4F戦闘機により撃墜されている。

## 第二次

### 計画
ミッドウェー島の攻略を決めた日本軍は、二式大艇によるハワイ方面の敵情偵察を行うことにした。この作戦は第2次K作戦と命名され、前回と同様にフレンチフリゲート礁で潜水艦からの給油を実施する計画だった。
本作戦が採用された頃、米空母部隊はハワイ方面にあると判断されていたため、この偵察により米空母が真珠湾に在泊しているかどうかを確認する事はミッドウェー方面に米空母部隊が出現する時期を判断する意味で極めで重要だった。しかしその後、米空母部隊が南太平洋に出現したことで、日本海軍は米空母部隊はまだ南太平洋方面に展開中ではないかとの判断を強める事になり、米空母部隊が真珠湾に不在であった場合、米空母部隊が南太平洋から帰っていないとも、それとは反対に日本軍への反撃のため既にミッドウェー方面へ出撃したとも判断される状況となった。
予定では、6月3日までに二式大艇で真珠湾を偵察、6月2日までに真珠湾からミッドウェーに向かう米艦隊に対する哨戒網を張る計画だった。この潜水艦と飛行艇による哨戒網は6月2日の予定だったため、計画通り進んでも5月28日にサイパンを出発するミッドウェー攻略部隊が発見されて真珠湾の米機動部隊が動いた場合、間に合わない作戦だった。

### 経過
連合艦隊には潜水艦出身の参謀がいなかったため、作戦は水雷参謀有馬高泰に兼任させ、第6艦隊司令部も招致しないまま、5月18日有馬中佐は、オアフ島西方900キロ海面に第三潜水戦隊6隻、第5潜水戦隊8隻が6月2日までに南北線に哨戒網を張り監視するという作戦要領を作成。しかし、潜水艦は11隻しか用意できず、6月2日に到着できるのは1隻で、残りは3日以降の到着となるが、連合艦隊も作戦を変更せず、そのまま黙認した。戦後、連合艦隊参謀黒島亀人は「海軍の常識からいえば、この場合の散開線構成は、西方で散開隊形を概成したのち東進して、所定配備に潜水艦をつけるべきである。ところが私の敵情判断の間違いなどから、あんな配備のつき方を計画してしまった。そのうえ、連合艦隊の指導が至らず潜水艦の準備が遅れてしまった。また、今次作戦は連合艦隊の主兵力を使って行なう作戦であるから、潜水部隊は連合艦隊の全兵力を集中すべきであった」と語っている。
アメリカ軍は、第1次K作戦の後、飛行艇による同様の作戦が繰り返されることを警戒していた。アメリカ海軍は、5月6日、日本海軍による無線交信の通信解析と暗号解読により、フレンチフリゲート礁が中継地として利用されたことを突き止めた。アメリカ海軍は、フレンチフリゲート礁の利用を阻止するため、艦艇を派遣して警備することにした。
5月30日、第2次K作戦のため、給油担当の伊123はフレンチフリゲート礁に到着した。しかし、アメリカ海軍の機雷敷設艦「プレブル」（en, 元クレムソン級駆逐艦）と水上機母艦「ソーントン」（USS Thornton (DD-270), 元クレムソン級駆逐艦）が先に展開して、警備中だった。伊123は米艦の存在に気付いて作戦を延期する。

### 作戦中止
翌31日、同じく給油担当の伊121がフレンチフリゲート礁に到着し、伊123とともに米艦の動向をうかがう。この日も米艦の警戒が厳重であり、翌6月1日に作戦は中止となった。6月1日、二十四航戦の司令部からミッドウェーの600浬圏付近で敵の潜水艦や飛行艇と会敵したことと、第2次K作戦の中止が連合艦隊司令部、南雲機動部隊司令部に伝達された
K作戦の失敗で日本は重要な知敵手段のひとつを失ったが、失敗の報告を受けた連合艦隊は計画が崩れたことに何ら対策を取らなかった。連合艦隊参謀らによれば、連合艦隊は米艦隊のハワイ出撃が遅れるだろうと考えていたので大した心配はしていなかったという。黒島は「わが機動部隊は無敵で、敵を圧倒できると信じていたので、このため特別な処置は考えなかった」と回想している。南雲機動部隊首脳部もK作戦の中止を大した問題とは考えなかった。